# Mahászí Szejádó
Mahászí Szejádó Ú Szóbhana (burmai: မဟာစည်ဆရာတော် ဦးသောဘန, IPA: məhàsì sʰəjàdɔ̀ ʔú θɔ́bəna̰, 1904. július 29. – 1982. augusztus 14.) burmai théraváda buddhista szerzetes és meditációs mester, aki jelentős hatással volt a vipasszaná- (belátás-) meditációra a Nyugaton és Ázsia-szerte. Az őáltala tanított módszer U Nárada „új burmai módszeréből” ered, amely szerint a meditáló a figyelmét légzés közben a hasfal emelkedésére és süllyedésére irányítja figyelmét ki- és belégzéskor, miközben aprólékosan felcímkéz minden fellépő érzést és gondolatot.

## Élete
Mahászí Szejádó 1904-ben született Szeikkhun faluban, Burma északi részén, Mandalétől mintegy száz kilométerre. Tizenkét évesen lett szerzetesnövendék, és húszévesen lett teljes avatású bhikkhu Szóbhana néven. A több évtizedig tartó tanulmányok után hivatalos Dhamma-tanítói (páli: dhammácsarija) végzettséget szerzett 1941-ben.
1931-ben Szejádó abbahagyta a tanítást a dél-burmai Mólemjain városában, és a közeli Thatonba ment intenzív vipasszaná meditációs gyakorlatra U Nárada (vagy Mingun Dzsétavana Szejádó) tanítómesterhez, aki korábban az észak-burmai Szagaing-ban tanult Aletója Szejádótól, a thai erdei hagyományhoz tartozó Thelon Szejádó tanítványától. Ú Szóbhána először 1938-ban tanult vipasszaná-meditációt a szülőfalujában, ahol a Mahászi Szejádó nevet adták neki. 1947-ben Burma akkori miniszterelnöke, Ú Nu, meghívta Mahászi Szejádót, hogy tanítson a Rangunban létrehozott új meditációs központban, amely a Mahászí Szászana Jeiktha nevet kapta.
Mahászí Szejádó volt az 1954. május 17-étől egészen 1956-ig tartott hatodik buddhista zsinat egyik ún. kérdezője (páli: IAST pucchaka) és az ezen a zsinaton elfogadott páli kánon egyik szerkesztője. Meditációs központokat hozott létre egész Burmában, valamint Srí Lankán, Indonéziában, Thaiföldön. 1972-re az általa védnökölt központok több mint 700 000 meditálót tanítottak. 1979-ben ellátogatott Nyugatra, és elvonulásokat tartott az Egyesült Államokban. A világ minden tájáról érkeztek hozzá meditálók Rangunba, az oktatási központjába. Mahászí Szejádó 1982. augusztus 14-én hunyt el agyi érkatasztrófa következtében.

## Művei
Mahászí Szejádó közel hetvenkötetnyi burmai nyelvű, buddhista témájú könyvet írt, amelyek részben a tanbezédeinek az átiratai. Szejádó fordította le burmaira Buddhagósza, az i. sz. 5. századi théraváda buddhista tudós meditációs kézikönyvét Viszuddhimaggát („A megtisztulás útja”). Néhány angolra fordított műve:
- Sayadaw, Mahasi. Satipatthana Vipassana Meditation (1971)
- Sayadaw, Mahasi. Thoughts on the Dharma (1983)
- Sayadaw, Mahasi. Practical Vipassana Exercises. Buddhist Publication Society (1991)
- Sayadaw, Mahasi. Progress of Insight: Treatise on Buddhist Satipathana Meditation [archivált változat]. Buddhist Publication Society (1998). Hozzáférés ideje: 2017. március 3. [archiválás ideje: 2000. december 8.]
- Sayadaw, Mahasi. Manual of Insight. Wisdom Publications (2016)